# Tungunúpur
Tungunúpur är en bergstopp i republiken Island. Den ligger i regionen Norðurland eystra, 300 km nordost om huvudstaden Reykjavík. Toppen på Tungunúpur är 442 meter över havet.
Trakten runt Tungunúpur är nära nog obefolkad, med mindre än två invånare per kvadratkilometer. Närmaste större samhälle är Húsavík, omkring 10 kilometer sydväst om Tungunúpur. Trakten runt Tungunúpur består i huvudsak av gräsmarker.